# Capadócios gregos
Capadócios gregos (em grego:  Έλληνες-Καππαδόκες, Ελληνοκαππαδόκες, Καππαδόκες; em turco:  Kapadokyalı Rumlar), chamados também simplesmente de capadócios, são uma comunidade de  gregos nativos da Capadócia, na região centro-leste da Anatólia, mais precisamente na área da província de Nevşehir, na atual Turquia.
Sempre houve uma presença grega na Capadócia desde a antiguidade e a população indo-europeia nativa nesta região tinham uma língua muito similar ao grego e também eram próximos culturalmente já no século V. Após os termos da troca de populações entre a Grécia e a Turquia em 1923, os gregos capadócios nativos remanescentes foram forçados a deixar sua terra natal e se assentaram na Grécia. Nos dias atuais seus descendentes podem ser encontrados por todo o território grego e também pelo mundo graças a grande diáspora. Uma estimativa feita na década de 1920 indicava que havia mais de 50 mil capadócios na Grécia.